# 에이미 더글래스

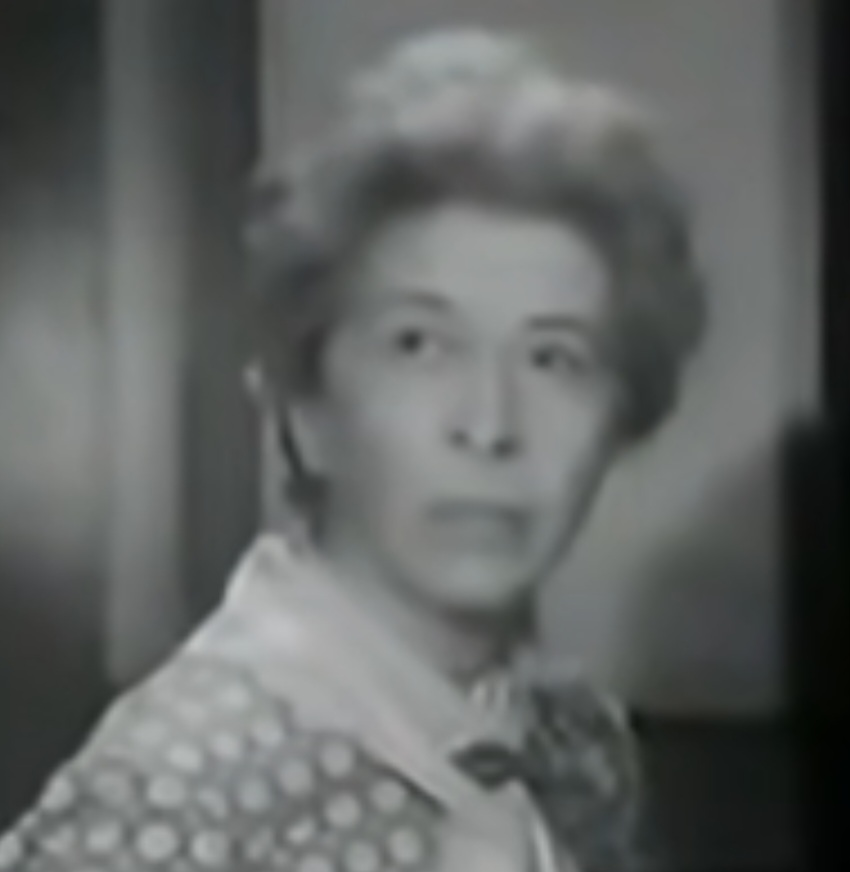

에이미 더글러스(Amy Douglass, 1902년 12월 21일 ~ 1980년 3월 5일)는 미국의 배우이다.
맨스필드에서 태어났으며 로스앤젤레스에서 사망하였다.

## 출연 작품

### 영화
- 애정의 고빗길 (1960)
- Ada (1961)
- 몰리 브라운 (1964)
- 대결 (1971년)
- 미지와의 조우 (1977년)